# Blind Existence
Blind Existence – debiutancki album studyjny polskiej grupy muzycznej Sceptic. Wydawnictwo ukazało się w 1999 roku nakładem wytwórni muzycznej Mystic Production. Nagrania zostały zarejestrowane na przełomie stycznia i lutego 1999 roku w olsztyńskim Selani Studio we współpracy z realizatorem Andrzejem Bombą.

## Lista utworów
Opracowano na podstawie materiału źródłowego.
1. "Die from Within" (sł. Jacek Hiro, muz. Jacek Hiro, Marcin Urbaś, Czesław Semla, Paweł Kolasa, Kuba Kogut) – 03:11
2. "Interior of Life" (sł. Jacek Hiro, Jacek Mrożek, muz. Jacek Hiro, Marcin Urbaś, Czesław Semla, Paweł Kolasa, Kuba Kogut) – 04:51
3. "Blind Existence" (sł. Jacek Hiro, muz. Jacek Hiro, Marcin Urbaś, Czesław Semla, Paweł Kolasa, Kuba Kogut) – 03:17
4. "Outworld" (muz. Jacek Hiro, Marcin Urbaś, Czesław Semla, Paweł Kolasa, Kuba Kogut) – 04:42
5. "Sceptic" (sł. Dariusz Chanek, muz. Jacek Hiro, Marcin Urbaś, Czesław Semla, Paweł Kolasa, Kuba Kogut) – 05:25
6. "Senseless" (sł. Jacek Hiro, muz. Jacek Hiro, Marcin Urbaś, Czesław Semla, Paweł Kolasa, Kuba Kogut) – 03:40
7. "Painful Silence" (sł. Marcin Urbaś, muz. Jacek Hiro, Marcin Urbaś, Czesław Semla, Paweł Kolasa, Kuba Kogut) – 07:04
8. "Sadistic Aggression" (sł. Dariusz Chanek, muz. Jacek Hiro, Marcin Urbaś, Czesław Semla, Paweł Kolasa, Kuba Kogut) – 04:15
9. "Beyond Reality" (sł. Jacek Hiro, muz. Jacek Hiro, Marcin Urbaś, Czesław Semla, Paweł Kolasa, Kuba Kogut) – 05:56
10. "Imprisoned" (sł. Jacek Hiro, Maciej Zięba, muz. Jacek Hiro, Marcin Urbaś, Czesław Semla, Paweł Kolasa, Kuba Kogut) – 04:06

## Twórcy
Opracowano na podstawie materiału źródłowego.

- Marcin Urbaś – wokal prowadzący
- Jacek Hiro – gitara rytmiczna, gitara prowadząca, gitara akustyczna
- Czesław Semla – gitara rytmiczna, gitara prowadząca
- Paweł Kolasa – gitara basowa, instrumenty klawiszowe
- Kuba Kogut – perkusja
- Andrzej Bomba – inżynieria dźwięku, produkcja muzyczna, miksowanie, mastering
- Grzegorz Freliga – okładka, oprawa graficzna